# Михайлівська церква (Одеса, Михайлівська площа)
Архангело-Михайлівська церква — православний храм міста Одеси. Був одним із найстаріших храмів Одеси, закладений у 1817 на Михайлівській площі Молдаванки.
Підірваний у 1938 в період Сталінських репресій.
Відбудована у зовсім іншому вигляді, що спричинило конфлікт.

## Історія
У 1815 році мешканці Молдованки за посередництвом міщанина Мойсея Дучинського, направили прохання до Катеринославської єпархії про дозвіл на розбудову церкви в ім'я Святого Архангела Михаїла. Церква закладена посеред Михайлівської площі 8 листопада 1817 року, а в 1820 році освячений головний престол в честь Собору Святого Архангела Михаїла. Права частина храму освячена в честь Вознесіння Господня.
Церковний причт складався з настоятеля храму, священика, диякона та двох псаломщиків. У різні роки в храмі служили протоієрей Михайло Кушакевич, священики Леонтій Кедров, Василь Діаковський, Костянтин Левитський, Дмитро Самарін, протоієрей Митрофан Попов.
На початку ХХ століття на кошти прихожан церкви було розпочато її капітальна перебудова. У 1903 році розпочалося спорудження дзвіниці. З Ярославля доставили й встановили нові дзвони. 
8 листопада 1903 року, в день храмового свята Архангело-Михайловської церкви, відбулося освячення реконструйованого храму.
При церкви була однолітня церковно-приходська школа (тепер Школа № 1), церковна школа грамоти, а також приватна жіноча гімназія і 8 народних училищ. 
До 1936 у храмі відбувалися служби. Вранці 18 травня 1936 до храму прибув інспектор культу Баранович із представниками НКВС і запечатав храм. Через деякий час, у 1938 році, храм був підірваний.

## Сучасний стан
На даний час на площі, де знаходився первісний храм споруджена нова церква та монастир Російської православної церкви закордоном (РПЦЗ). Зведення нового храму розпочалося у 1999 році з маленької будови. Наразі новозведений храм суттєво відрізняється від церкви, яка тут існувала до 1938 року, зовні нагадує середньовічний замок. Після підписання РПЦЗ акту про канонічне спілкування із Московським патріархатом і отримання нею статуту самоврядованої Церкви РПЦ, частина РПЦЗ відокремилася, а роль першоієрарха нової церкви зайняв Агафангел. Після цього розпочалися конфлікти із місцевими мешканцями, які почали стверджувати, що церква розбудована незаконно.

## Галерея

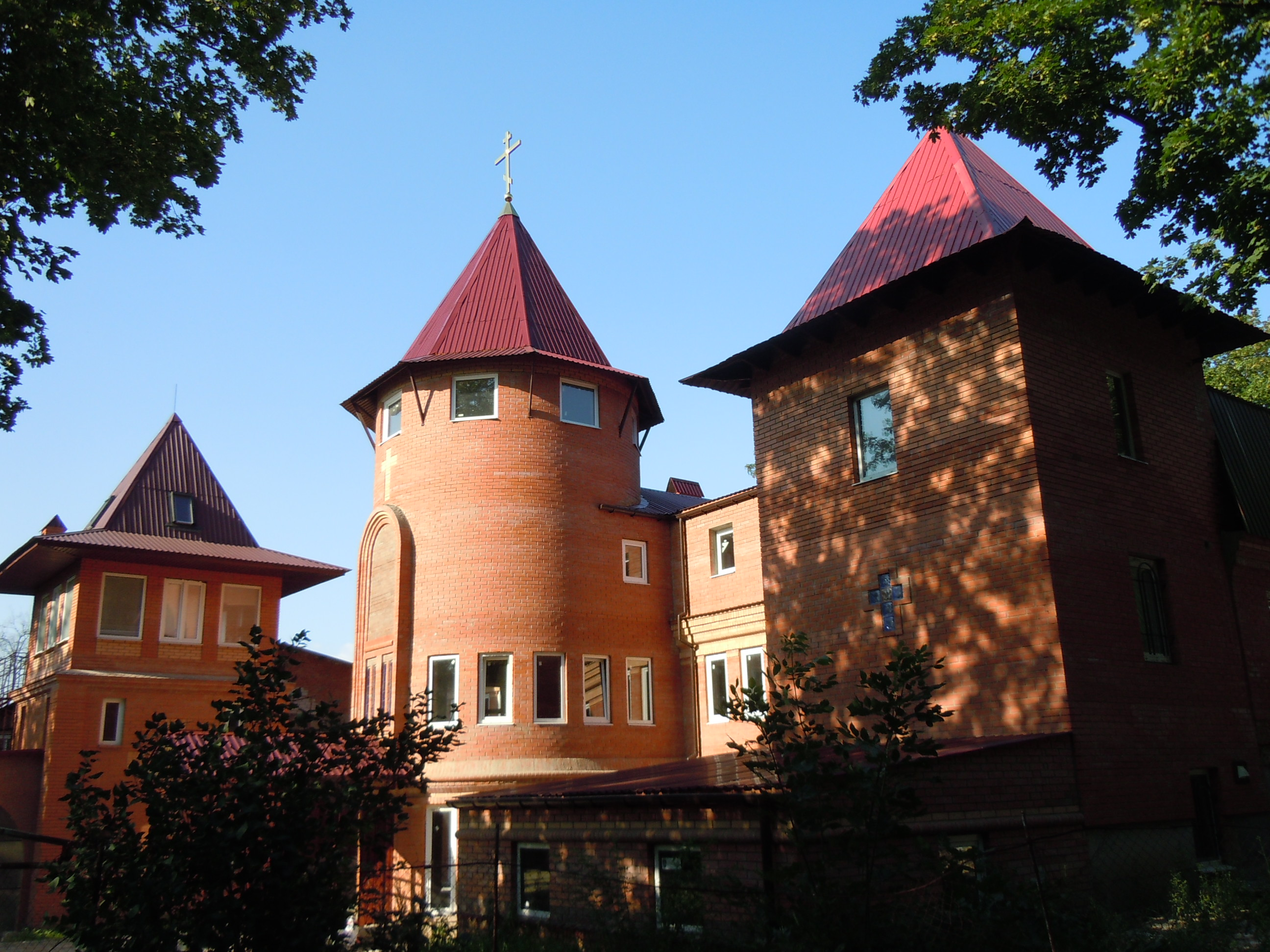
Сучасна церква (18 липня 2013)
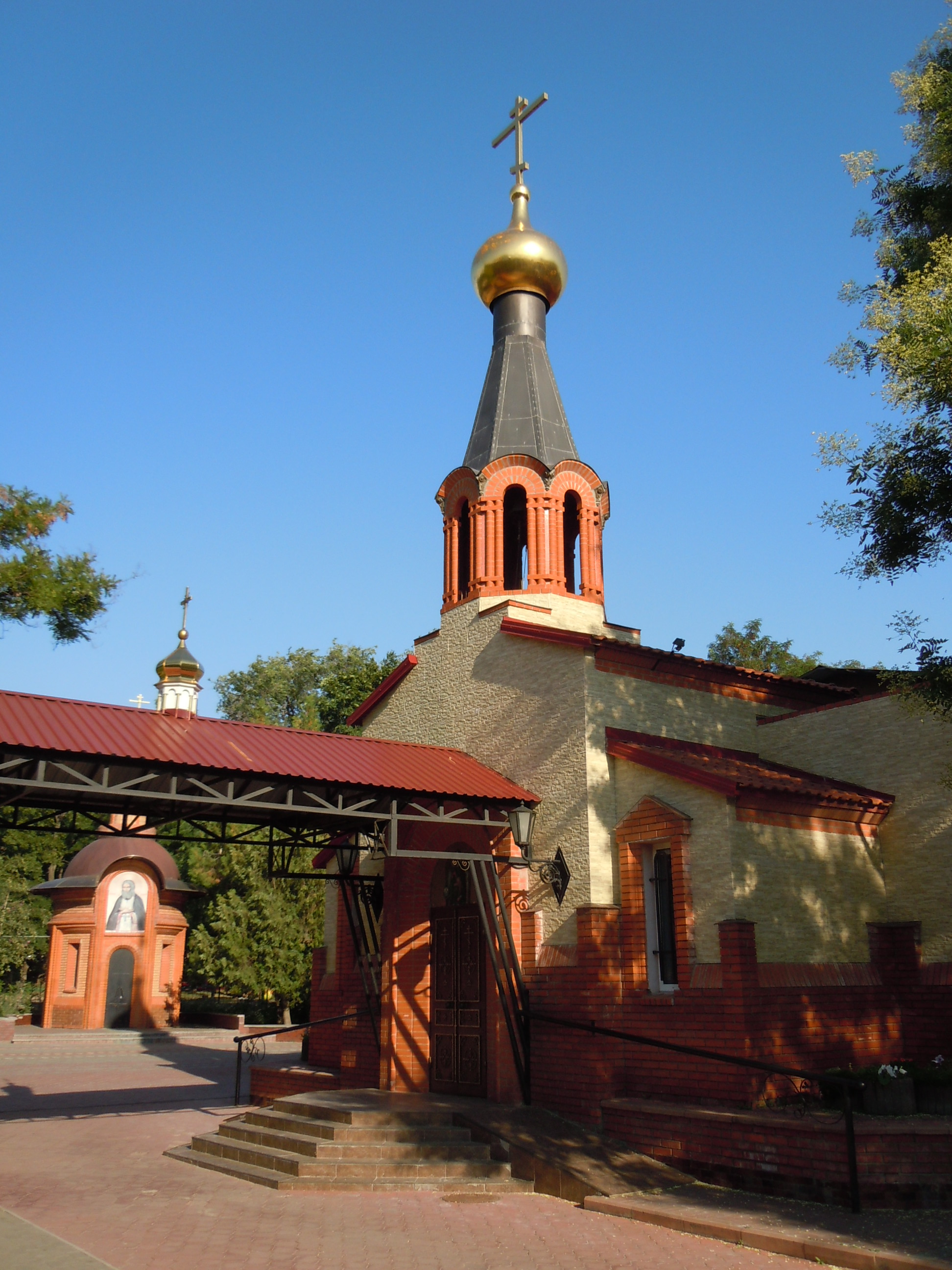
Сучасна церква РПЦЗ на площі, де існував історичний храм (18 липня 2013)
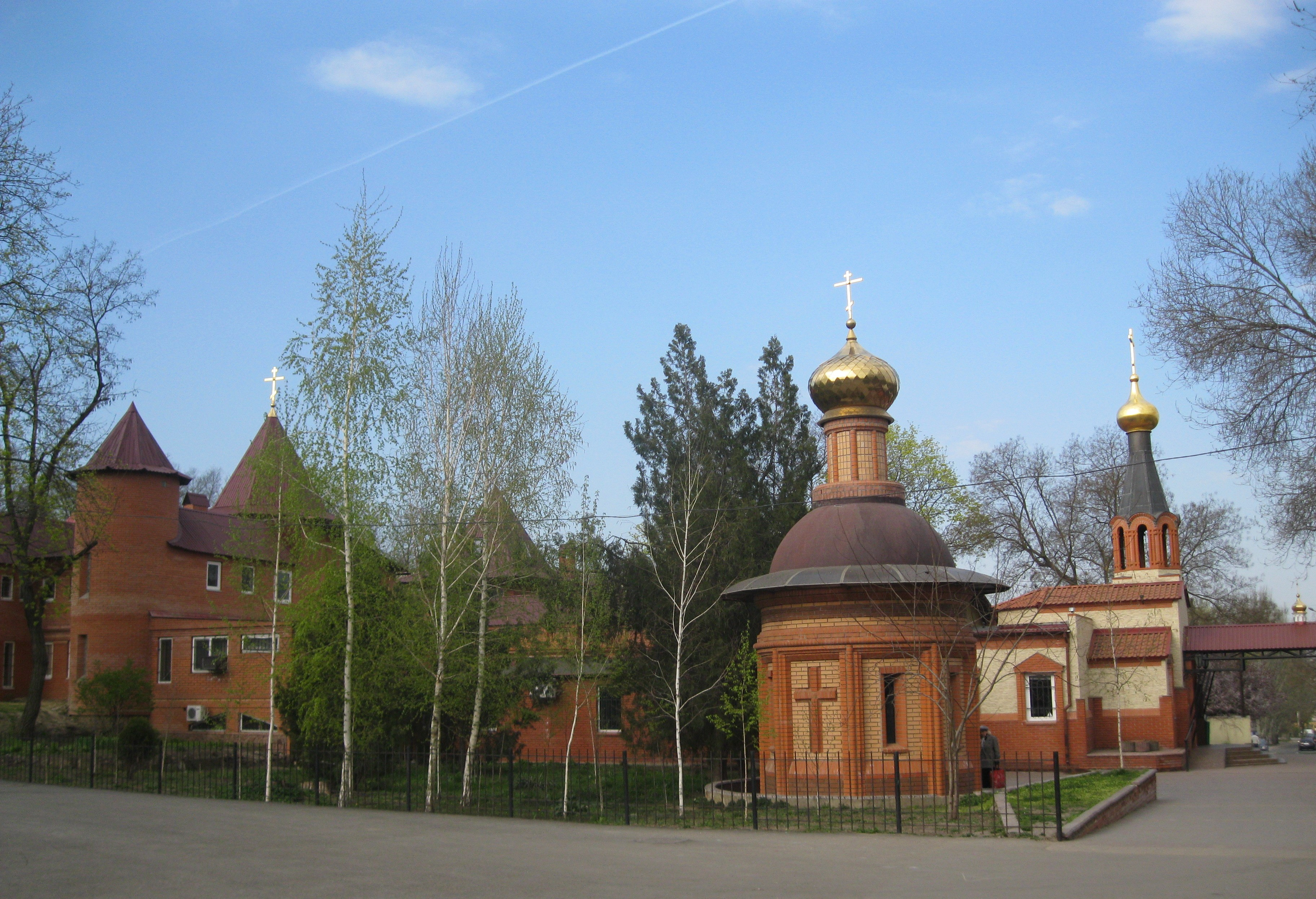
Сучасна церква (9 квітня 2014)